# Distrikt Quito-Arma
Der Distrikt Quito-Arma liegt in der Provinz Huaytará in der Region Huancavelica in Südzentral-Peru. Der Distrikt wurde am 27. Juli 1955 gegründet. Er besitzt eine Fläche von 239 km². Beim Zensus 2017 wurden 728 Einwohner gezählt. Im Jahr 1993 lag die Einwohnerzahl bei 1008, im Jahr 2007 bei 881. Sitz der Distriktverwaltung ist die 2956 m hoch gelegene Ortschaft Quito Arma mit 141 Einwohnern (Stand 2017). Quito Arma liegt 9 km nordnordöstlich der Provinzhauptstadt Huaytará.

## Geographische Lage
Der Distrikt Quito-Arma liegt in der peruanischen Westkordillere im äußersten Nordwesten der Provinz Huaytará. Die Flüsse Río Quito Arma und Río Huaytará fließen entlang der südöstlichen und südlichen Distriktgrenze nach Westen. Das Areal liegt im Einzugsgebiet des Río Pisco.
Der Distrikt Quito-Arma grenzt im Westen an den Distrikt Huancano (Provinz Pisco), im Norden an den Distrikt Ticrapo (Provinz Castrovirreyna), im Nordosten an den Distrikt San Antonio de Cusicancha, im Südosten an den Distrikt Huayacundo Arma sowie im Süden an den Distrikt Huaytará.